# El caso Asunta
El caso Asunta es una miniserie de televisión española de drama criminal creada por Ramón Campos, Gema R. Neira, Jon de la Cuesta y David Orea para Netflix, inspirada en el caso Asunta Basterra. Está producida por Bambú Producciones y protagonizada por Candela Peña y Tristán Ulloa. Se estrenó en Netflix el 26 de abril de 2024.

## Trama
El 21 de septiembre de 2013 Rosario Porto (Candela Peña) y Alfonso Basterra (Tristán Ulloa) denuncian la desaparición de su hija Asunta, cuyo cuerpo es encontrado horas después junto a una carretera a las afueras de Santiago de Compostela. La investigación policial pronto desvela indicios que apuntan a Rosario y Alfonso como posibles autores del crimen, conmocionando a toda la ciudad y al país.

## Reparto

### Principal
- Candela Peña como Rosario "Charo" Porto Ortega, la madre adoptiva de Asunta. Aparece como una mujer débil, con depresiones e incapacidad para entender lo que sucede a su alrededor.
- Tristán Ulloa como Alfonso Basterra Camporro, el padre adoptivo de Asunta. Es un hombre reservado y con mala suerte. Intenta mantener una relación estrecha con su exmujer a toda costa. Reacciona violentamente dos veces ante el juez.
- Javier Gutiérrez como Juez Luis Malvar, el juez del caso. Pronto se convence de la culpabilidad de los padres. Compadrea con algunos periodistas y filtra noticias a la prensa cuando le interesa. Se niega a ponerse el traje especial para entrar en la escena del crimen. Mantiene un tono desafiante cuando alguien no opina como él. Es soltero y cuida de un padre en avanzado estado de invalidez por Parkinson. Versión ficcionada de José Antonio Vázquez Taín.
- María León como Agente Cristina Cruces, una guardia civil joven andaluza destinada en Galicia. Empatiza con Rosario Porto porque la ve indefensa y ella también tiene problemas para ser madre. Ha recurrido a técnicas de reproducción asistida para poder ser madre.
- Carlos Blanco como Agente Javier Ríos, un guardia civil. Es un hombre mayor, cuida de su nieta, está cansado y lo que ve en el trabajo le hace dudar de la bondad humana.
- Francesc Orella como Juan José "Juanjo" Domínguez, un prestigioso abogado penalista. Defiende a Rosario Porto. Versión ficcionada de José Luis Gutiérrez Aranguren. (Episodio 3 - Episodio 6)
- Ricardo de Barreiro como Fiscal Pedro Belategui, el fiscal del juicio del caso. Duda de las pruebas e indicios contra Alfonso Basterra. Versión ficcionada de Jorge Fernández De Aranguiz.
- Iris Wu como Asunta Yong Fang Basterra Porto.

Con la colaboración especial de:
- Raúl Arévalo como Rodrigo Serrano, el abogado de los padres de Asunta. Deja el caso por no ser penalista. Avisa a Alfonso de que les pueden grabar cuando estén en los calabozos. Versión ficcionada de Roberto Goris. (Episodio 1 - Episodio 3)
- Alicia Borrachero como Elena Garrido, una abogada seria y combativa. Juanjo le pide que acepte defender a Alfonso, sus honorarios los pagará Rosario. Actúan conjuntamente, aunque desde el principio se dividen la tarea. Juanjo tratará con la prensa y ella se centrará solo en la defensa jurídica. Versión ficcionada de Belén Hospido. (Episodio 4 - Episodio 6)

### Recurrente
- Tito Asorey como Agente Turrientes (Episodio 1 - Episodio 4; Episodio 6)
- Nacho Castaño como Secretario judicial  (Episodio 1 - Episodio 4; Episodio 6)
- Mela Casal como Dolores (Episodio 1; Episodio 3)
- Xavier Estévez como Tiago Salgueiro (Episodio 1 - Episodio 2; Episodio 4)
- Paloma Otero como Nicole (Episodio 1 - Episodio 2; Episodio 5 - Episodio 6)
- Manuel Cortés como Inspector Villalba (Episodio 1)
- Carlos Villarino como Anselmo (Episodio 1 - Episodio 2)
- Rubén Prieto como Agente Molina (Episodio 1 - Episodio 5)
- Sergio Zearreta como Fernando Vila (Episodio 1)
- Miguel Lago Casal como Núñez (Episodio 1)
- Iolanda Muíños como Uxía Calviño (Episodio 1; Episodio 4; Episodio 6)
- Ben Zahra como Ahmed (Episodio 1 - Episodio 2; Episodio 5)
- Mónica García como Clara (Episodio 1 - Episodio 2; Episodio 5)
- Fran Lareu como Antonio (Episodio 1; Episodio 3 - Episodio 5)
- Gala Dalia como Sara (Episodio 1 - Episodio 2; Episodio 5 - Episodio 6)
- Vianessa Castaños como Romina (Episodio 1 - Episodio 2)
- Miguel Borines como Xosé Miranda Ramos (Episodio 1; Episodio 3 - Episodio 4; Episodio 6)
- Fernando Morán como Juancho (Episodio 1; Episodio 5)
- Machi Salgado como Vicente Dozón (Episodio 2 - Episodio 3; Episodio 5)
- Celso Bugallo como Eloy Malvar, padre del juez Malvar (Episodio 2 - Episodio 4; Episodio 6)
- Cova Berdiñas como Virginia Cabaleiro (Episodio 2; Episodio 4)
- Judith Fernández como Alba Domínguez (Episodio 3 - Episodio 4; Episodio 6)
- Tamara Canosa como Ángela Malvar (Episodio 3 - Episodio 4)
- Kándido Uranga como Pascual Basterra (Episodio 3)
- Camila Bossa como Pilar Araujo (Episodio 4)
- Lara Morgalo como Lucía (Episodio 4)
- Carlo Felice como Carlos Murillo (Episodio 4)
- Jessica Serna como Isabel Murillo (Episodio 4)
- Soraya Bello como Laura Prieto (Episodio 5 - Episodio 6)
- Mar García como Paula Marchante (Episodio 6)
- Santi Prego como Rubén Díaz (Episodio 6)
- Xavier Deive como Juez Quiroga (Episodio 6)

## Episodios
| N.º | Título             | Dirigido por    | Escrito por                                                                                             | Fecha de lanzamiento original |
| --- | ------------------ | --------------- | --- | ----------------------------- |
| 1 | «21 de septiembre» | Carlos Sedes    | Ramón Campos, Gema R. Neira, David Orea Arribas y Jon de la Cuesta Olaizola                             | 26 de abril de 2024           |
| Rosario Porto y Alfonso Basterra son entrevistados en compañía de su hija adoptada Asunta, para hablar del proceso de adopciones en China. Años después acuden a comisaría a denunciar la desaparición de su hija. Dos juerguistas descubren el cadáver de una niña china en una pista forestal. El juez aparece en el levantamiento del cadáver, entra en la escena del crimen sin ponerse el traje blanco aislante. Observan unas cuerdas rojas próximas al cadáver. Dos agentes de la guardia civil acuden al domicilio de los padres a informar. El guardia civil Ríos decide visitar la casa de campo de la madre y allí descubre en una papelera unas cuerdas naranjas como las aparecidas junto al cadáver. Los encargados del caso desayunan tras una larga noche y el juez instructor da un dato irrelevante a un periodista. La guardia civil Cruces tiene problemas para quedarse embarazada. El juez acude al lugar de la autopsia. En la cremación de la hija, Rosario observa lo bonito que está todo y empieza a hacer fotografías, Alfonso la imita. Una grabación de una cámara de seguridad de una gasolinera muestra que Rosario no había dejado a la niña en casa como había contado a la policía. Rosario es detenida justo tras la ceremonia de cremación. |                    |                 | |                               |
| 2 | «24 de septiembre» | Carlos Sedes    | Ramón Campos, Gema R. Neira, David Orea Arribas y Jon de la Cuesta Olaizola                             | 26 de abril de 2024           |
| Rosario entra en los calabozos. El juez Malvar tiene problemas con su padre, afectado de Alzheimer. En el funeral por Asunta, Alfonso Basterra siente el agobio de ser sospechoso. En los calabozos, Rosario sufre un ataque de ansiedad y la llevan a la terraza a tomar el aire, allí se sincera con la guardia civil y habla de su amante Vicente. La guardia civil le habla de las imágenes de la niña en el coche y ella cambia su versión inmediatamente. En un salto atrás de nueve meses, Alfonso lee los correos del ordenador de su mujer y descubre la infidelidad. El juez recibe los informes de toxicología que indican que Asunta estaba fuertemente drogada en el momento de la asfixia. La pareja de guardias civiles busca por las ferreterías cuerdas naranjas como las que aparecieron junto al cadáver. Una profesora de música es testigo de la somnolencia de Asunta meses atrás. La guardia civil interroga al amante de Rosario que se muestra soberbio. El vecino más próximo al lugar donde se encontró el cadáver de la niña asegura a los guardias civiles que pasó por allí aquella noche y no vio el cadáver. Los periodistas acosan a Alfonso. Salto atrás al momento de la ruptura entre Alfonso y Rosario cuando éste le echa en cara su infidelidad. Se produce un registro en la casa de Teo. Alfonso reacciona violentamente cuando el juez toca una foto de Asunta, éste le provoca. Alfonso es detenido. |                    |                 | |                               |
| 3 | «26 de septiembre» | Jacobo Martínez | Ramón Campos, Gema R. Neira, Javier Chacártegui Horrach, David Orea Arribas y Jon de la Cuesta Olaizola | 26 de abril de 2024           |
| Tras su divorcio, Alfonso acude a Bilbao a pedir ayuda a su familia. De vuelta a la actualidad, los apartamentos de Rosario y Alfonso son registrados, vecinos y desconocidos se agolpan en la calle para increparles y amenazarles. El fiscal discute con el juez sobre la solidez de los argumentos para decretar la prisión provisional de Alfonso. Las conversaciones entre Rosario y Alfonso en los calabozos son grabadas. En una nueva escena retrospectiva, vemos que el amante de Rosario no desea comprometerse con ella tras el divorcio, lo que provoca una fuerte crisis a Rosario. |                    |                 | |                               |
| 4 | «28 de septiembre» | Jacobo Martínez | Ramón Campos, Gema R. Neira, Javier Chacártegui Horrach, David Orea Arribas y Jon de la Cuesta Olaizola | 26 de abril de 2024           |
| El nuevo abogado de Rosario descubre que un hombre intentó matar a Asunta la noche del 4 de julio en casa de Rosario pero ésta no lo denunció a la policía. Unos rastros de ADN encontrados en la camiseta que llevaba Asunta apuntan a Carlos Murillo, un guatemalteco residente en Madrid, pero éste tiene una sólida coartada y todo parece deberse a un inexplicable error del laboratorio central de la Guardia Civil. |                    |                 | |                               |
| 5 | «24 horas»         | Carlos Sedes    | Ramón Campos, Gema R. Neira, Javier Chacártegui Horrach, David Orea Arribas y Jon de la Cuesta Olaizola | 26 de abril de 2024           |
| El agente Ríos comprueba que una mujer sí puede arrastrar un saco del peso de Asunta y acude ante el juez para contarle su interpretación de los hechos: Rosario volvió con su amante, discutió con Alfonso, quien le dijo que nunca podría desahecerse de él porque lo necesitaba para cuidar de Asunta; Rosario prepara una sobredosis de lorazepam y la disuelve en zumo de naranja pero se la da a Asunta cuando le pide algo para beber; la lleva a la casa de campo, la ahoga con un cojín y luego deja el cadáver en una pista oscura; cuando habla con Alfonso y le dice que la niña se le ha ido, Alfonso decide ayudarla a fingir que no ha sido ella. El juez responde con su propia interpretación: Asunta ha descubierto algún secreto que podría hundirlos y Alfonso decide matarla; por lo que Rosario no puede oponerse. Cuando llevan a Asunta al lugar del crimen, Alfonso se agacha en la parte trasera del coche para no ser visto por ninguna cámara; entre los dos aprietan el cojín sobre la cara de la niña. Para corroborar la visión del juez, aparece Laura, una quinceañera compañera de clase de Asunta, que afirma haber visto en la tarde del crimen a Alfonso y Asunta paseando por la calle. |                    |                 | |                               |
| 6 | «El juicio»        | Carlos Sedes    | Ramón Campos, Gema R. Neira, Javier Chacártegui Horrach, David Orea Arribas y Jon de la Cuesta Olaizola | 26 de abril de 2024           |
| El agente Ríos señala que una de las cámaras revisadas tras el crimen muestra que Laura, efectivamente, estuvo esa tarde en esa zona, pero no pudo ver a Asunta, porque la hora de la grabación es posterior al momento en que Asunta se aleja en coche con la madre. El juez Malvar responde que eso es un intervalo horario sujeto a interpretación, si las defensas lo encuentran y consideran que les puede servir, están en su derecho, pero no parece fácil que los abogados lleguen a encontrar esa foto. Se elige al jurado y empieza el juicio. Es muy difícil encontrar a un jurado que no haya visto o escuchado los datos más escabrosos a través de los programas y la prensa más sensacionalistas. En el juicio se discuten algunos puntos del caso: las cuerdas naranjas, la fiabilidad del testimonio de la testigo, las fotos de Asunta con ropa provocativa tomadas por su padre, etc. Uno de los miembros del jurado tiene dudas sobre la culpabilidad de Alfonso Basterra, pero los demás miembros le recuerdan las conversaciones grabadas en los calabozos entre los padres. Una frase que no se dijo e inventada por la prensa: "no te dio tiempo a deshacerte de eso, ¿verdad?" convence al testigo vacilante de que debe votar por la culpabilidad de Basterra. Ambos padres son condenados a 18 años de prisión. Una última escena muestra a Rosario, Alfonso y Asunta de vacaciones en París en sus buenos tiempos. El padre hace una foto de su mujer y su hija descansando en la cama. El pijama no cubre la pierna de Asunta. Rosario levanta la vista de la revista que está leyendo y sonríe. |                    |                 | |                               |

## Producción
En 2017, la productora Bambú Producciones había producido la serie documental Lo que la verdad esconde: El caso Asunta, centrada en el caso Asunta Basterra acontecido en 2013, la cual fue emitida por Antena 3 en mayo de ese año. El 17 de mayo de 2023, se anunció que la productora volvería a producir un proyecto sobre el caso, esta vez en forma de serie de ficción, para Netflix, titulado El caso Asunta, con Candela Peña y Tristán Ulloa como los actores protagonistas. Poco después, Netflix anunció que Javier Gutiérrez y Alicia Borrachero también participarían en el proyecto.
Javier Gutiérrez fue el primer actor conocido en sumarse al proyecto. Candela Peña había sido llamada para hacer el papel de agente, pero pidió realizar una prueba como Rosario Porto y consiguió convencer a los productores.
El rodaje de la serie comenzó a finales de junio de 2023 en Santiago de Compostela, donde ocurrieron los eventos del caso, concluyendo a principios de noviembre de ese año.Muchos técnicos del equipo de producción eran gallegos y habían trabajado antes en Fariña. El equipo de producción se negó a rodar en el propio apartamento de Asunta o en la casa de campo donde fue asesinada.

## Concepción y temas
Tras la emisión de Lo que la verdad esconde: El caso Asunta, el productor de la serie Ramón Campos recibió muchos testimonios nuevos de personas que no habían querido hablar antes porque temían que el documental pudiera caer en el amarillismo. Esas personas que aportaban nuevos testimonios y mucha información no querían aparecer en cámara y eso lo llevó a proponer una serie ficcionada.
Según ha declarado, "no le interesa el crimen por el crimen", sino poder hablar y reflexionar sobre la sociedad. Uno de los temas tratados en la serie es la paternidad, por eso los personajes secundarios muestras diversos aspectos de las relaciones paternofiliales: el padre con enfermedad de Alzheimer, el abuelo que hace de padre, las dificultades para conseguir un embarazo.
Otro tema es el peligro de los medios, las relaciones poco claras entre prensa y justicia, y el derecho a un juicio justo. El productor de la serie, Ramón Campos, ha declarado que en la serie se habla mucho "de los vasos comunicantes entre la justicia y la prensa y lo peligroso que puede ser eso". En su opinión, los padres "no tuvieron ninguna oportunidad de defenderse". Tristán Ulloa también ha declarado que Alfonso Basterra llegó al juicio siendo considerado por todos un pederasta aunque no había ninguna prueba que lo demostrase, y que los padres entraron en la sala de juicio ya sentenciados por culpa del intenso juicio mediático paralelo.

## Lanzamiento
En noviembre de 2023, las primeras imágenes de la serie fueron lanzadas. A principios de febrero de 2024, Netflix sacó el primer avance del proyecto. El 12 de febrero de 2024, Netflix programó el estreno de El caso Asunta para el 26 de abril de 2024.

## Recepción

### Crítica
El caso Asunta ha recibido críticas positivas por parte de los críticos. Álvaro Onieva de Fotogramas le dio a la serie un 7 de 10, describiendo su aspecto técnico como "intachable" y elogiando las interpretaciones de los actores, sobre todo de Candela Peña y Tristán Ulloa, además de destacar su retrato del caso Asunta diciendo que es "exhaustiva a la hora de detallar todos los pormenores de un caso lleno de interrogantes [...] lo hace basándose en hechos probados, pero sin establecer una tesis clara sobre lo ocurrido", aunque criticó su retrato de la paternidad diciendo que "sirven más como una colección de pasajes que humanizan a los personajes [...] que para establecer un tema claro sobre el que reflexionar" y confesó no saber si la serie "pone algo sobre la mesa sobre lo que pensar o si solo tiene una justificación comercial". Álvaro De Luna de Esquire escribió que la serie "discurre con buen ritmo en la senda del thriller, ofreciendo a los espectadores las dosis de intriga esperables y los cliffhanger propios del género", además de destacar las interpretaciones de los actores, de las cuales dijo que "por ellos ya merece la pena su visionado", aunque criticó que las tramas paralelas "aportan poco a la totalidad de la miniserie" y que no aporta "nada novedoso a cada asunto [de los temas que toca]". Pere Solà Gimferrer de La Vanguardia elogío su ambientación de "trato costumbrista de unos escenarios que no pueden ser más reales", la interpretación de Peña que describió como "sublime" y su retrato del caso, diciendo que "no ofrecen una versión definitiva de los hechos sino que exploran distintas hipótesis [...] son inteligentes en la construcción de Rosario [Porto] y Alfonso [Basterra] como dos personas raras. Raras de verdad", concluyendo que "no habla exactamente de la maldad [...] Habla de la construcción de realidades paralelas en la intimidad del hogar donde, de forma imperceptible, se deforman los principios éticos y morales más básicos".
Laura Pérez de Vertele describió la serie como "conservadora en el sentido de que no juega a reinventar nada, pero a su vez está excelentemente ejecutada" y que sus seis capítulos "exponen los hechos de una historia lo suficientemente impactante como para mantener al espectador pendiente de su resolución, y con un guion exactamente medido para lograrlo sin más golpes de efecto que los que sucedieron en el caso real", además de elogiar las interpretaciones de Peña de Ulloa diciendo que "impactan desde la primera vez que aparecen en pantalla", concluyendo que, tanto para los conocedores del caso como los no familiarizados con él, "la serie ofrece la reconstrucción con actores de lo sucedido, que remueve y sacude más que cualquier exposición que de ello se ha realizado en reportajes o proyectos de true crime". Belén Prieto de El Español dijo de la serie que "aunque es posible que los espectadores conozcamos cuál será el desenlace, sucumbiremos ante la propuesta narrativa que nos ofrece la ficción" debido a "la minuciosa y detalladísima reconstrucción de lo ocurrido", además de elogiar las interpretaciones de Peña y Ulloa diciendo que "se lanzan al vacío sin miedo y regalándonos las que serán dos de las mejores interpretaciones del 2024". Raquel Hernández Luján de Hobby Consolas le dio a la serie un 80 de 100, elogiando las interpretaciones del reparto, sobre todo de Peña, y de la propia serie dijo que "pone los pelos de punta: es una serie muy dura que va a poner a prueba a los espectadores", además de elogiar la decisión de "mostrar dos versiones distintas e igual de plausibles [de la muerte de Asunta], recompuestas por la policía".
Berto Molina de El Confidencial describió la serie como una "de calidad cuya máxima, por encima del entretenimiento y el show business, sea el respeto por lo sucedido y los afectados, plasmando la realidad" y elogiando la interpretación de Peña diciendo que "va a callar muchas bocas y demostrar que no hay proyecto que se le resista por el talento innato que posee", además de describir su narrativa como "equilibrada e inmejorable ante un tema tan delicado", concluyendo que "juicios de valor aparte, valorando su naturaleza, la ejecución y el resultado, estamos ante una obra magistral". Albertini de Espinof le dio a la serie cuatro estrellas de cinco, diciendo que Ramón Campos y los otros guionistas "ofrecen un relato pormenorizado, exhaustivo del caso" y apreciando su decisión de "no masticar las cosas, dejar que el espectador analice las pruebas que van saliendo, los testimonios y las incongruencias que van saliendo" y que "se toma su tiempo para quedarse con los personajes, para ver sus vidas y conversaciones íntimas", además de elogiar las interpretaciones de los actores, aunque también dijo que donde más falla "es a la hora de conseguir contar algo más allá de 'lo que pasó'". Marta Medina de mundoCine le dio a la serie tres estrellas y media de cinco, diciendo que "relata un caso con bastantes lagunas y misterios sin resolver que mantendrá en el asiento a los espectadores, tanto si conocen este mediático caso como si no" y destacando las actuaciones de Peña y Ulloa como su "punto fuerte", además de elogiar su atención al detalle diciendo que "hace que la serie se sienta aún más escalofriante y espeluznante por lo realista que parece", aunque también dijo que "pierde ritmo y se desinfla un poco en su cuarto episodio [...] y en el último" y que "no deja de ser una miniserie algo innecesaria de un hecho relativamente reciente", concluyendo que "es una adictiva miniserie que [...] gustará a todos los aficionados del género true crime"
Juan Arcones de El Televisero dijo que la serie "recrea hasta el más mínimo detalle todo lo relacionado con el aterrador crimen, aunque también llenando varios vacíos con hechos ficcionados en pos del empuje narrativo" y elogió las interpretaciones de Peña, Ulloa, Alicia Borrachero y Francesc Orella, pero también dijo que "si fuera una serie no basada en hechos reales, puede que le faltara tensión a la historia" y que "a veces se pasa de fiel, y acaba pareciéndose más a una docuserie o a una recreación, más que a una ficción de género", además de añadir que las tramas secundarios "no acaban de calar en la historia principal, quedándose huecas y sin gancho", concluyendo que "quizá [la serie] peca de ser demasiado realista, rayando muchas veces la docuserie, pero su reparto salva esos momentos y eleva la calidad del producto". Sergio Navarro de Formula TV apreció los flashbacks de la serie, diciendo que "además de aportar dinamismo, hacen que se ofrezca algo que no sea lo que ya se vio en su día mil veces en los informativos", y elogió la actuación de Peña como "brillante", pero también explicó que, si la serie no estuviera basada en un caso real, "no capta, el ritmo es lento y los giros que puede haber no sorprenden al público" y que su primer capítulo "es completamente plano y no nos muestra nada nuevo ni atractivo que nos pida ver más y más", además de añadir que "parece que estemos presenciando una recreación de los hechos con actores, como si esto fuera una docuficción sin mucho interés" y cuestionar la ejecución de sus mensajes sobre el amarillismo de los medios y la maternidad/paternidad. Cati Moyà de Serializados dijo de Peña que "desaparece por completo para dar paso a una Rosario Porto que habría sido imposible interpretar mejor" y de la propia serie que "resulta difícil encontrarle defectos [...] pero es todavía más complicado encontrar en ella algo que la convierta en una serie que destaque por alguna razón", además de describirla como "indudablemente correcta en su ejecución [de su planteamiento narrativo]", pero también añadió que "quizás debamos revisar hasta qué punto contribuyen este tipo de ficciones [las series de true crime] a erradicar o a perpetuar cierto tipo de estereotipos" y que esta serie en particular "ni confirma ni desmiente nada y se dedica a poco más que dejar constancia de todo lo que terminó significando Rosario Porto para el imaginario español", para finalmente cuestionar la necesidad de una serie que "no va más allá de unos hechos que ya fueron suficientemente explotados y pervertidos en televisión".

### Opiniones de las personas reales
El abogado de Rosario Porto, José Luis Gutiérrez Aranguren, discrepó de algunos aspectos de la serie, como que los personajes secundarios se alteren y que su personaje sea un abogado con aires de superioridad que quiere hacerse famoso con el caso, aunque ha alabado la serie desde el punto de vista técnico declarando que es "muy buena". El juez instructor del caso, José Antonio Vázquez Taín, también se ha mostrado crítico con la serie, diciendo que en la serie se debería haber hablado más de Asunta y que "se están tergiversando los hechos con el fin de sembrar dudas", llegando a afirmar que tras ver un capítulo no piensa ver más.

### Audiencia
En sus tres primeros días de lanzamiento, El caso Asunta acumuló en Netflix 29.4 millones de horas vistas desde 5.4 millones de espectadores, convirtiéndose así en la serie más vista en Netflix en España durante la semana del 22 al 28 de abril y en la serie de habla no inglesa más vista en la plataforma en general, así como en la segunda serie más vista en Netflix en general sólo por detrás de Mi reno de peluche. El éxito de la serie causó un "efecto arrastre" en Lo que la verdad esconde: El caso Asunta, que se encontraba disponible en Netflix bajo el título El caso Asunta: Operación Nenúfar, y que tras el estreno de la serie de ficción se convirtió también en la tercera serie más vista en Netflix en España esa semana.

## Premios
- Premio Iris 2024 Mejor ficción, concedido anualmente por la Academia de la Televisión. [32]
- Premio Iris 2024 Producción de Ficción, a Ramón Campos, por esta serie. [32]
- Premio Iris 2024 Mejor Actriz, a Candela Peña, por esta serie. [32]